# Explosiu

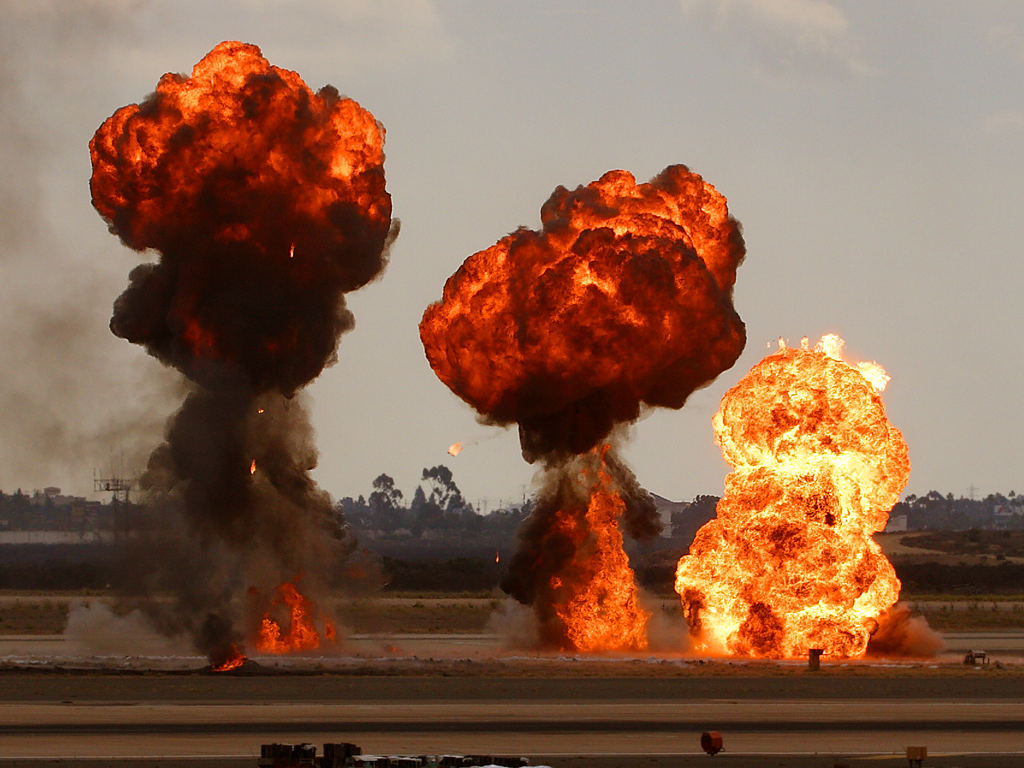
Explosions en una demostració militar (Marine Corps Air Station Miramar, Califòrnia)

Un explosiu és una substància que per alguna causa externa (fricció, calor, percussió, etc.) es transforma en gas i allibera calor, pressió o radiació en un temps molt breu. Un explosiu és un artefacte més o menys senzill, habitualment proveït d'un mecanisme accionador i d'un material que s'expandeix.
En general, els materials explosius han de complir dues característiques principals: han de ser químicament inestables i el procés d'iniciació produeix una expansió sobtada del material i un canvi de pressió, típicament acompanyats d'un flaix i un fort soroll: l'explosió.
L'explosiu més antic conegut és la pólvora. Al segle xix es va inventar la nitroglicerina, que és molt inestable, i més tard Alfred Nobel a la seva fàbrica a Geesthacht la va perfeccionar i va inventar la dinamita més estable. Els explosius són perillosos, i n'hi ha molts que es poden fer amb productes casolans, del tipus de combinar salfumant i aspirina.

## Història
Tot i l'existència d'armes tèrmiques en l'antiguitat, com ara el foc grec, el primer explosiu àmpliament utilitzat, en la guerra i la mineria, va ser la pólvora negra. Els explosius van ser utilitzats probablement per primera vegada en focs artificials i artefactes incendiaris. La barreja de salnitre amb productes combustibles, com el carbó i sofre produïren la pólvora negra, combinacions ja conegudes a la Xina al segle iv, que és descrita en el 808 dC. per Qing-Xu-Zi. Tot i que l'origen de la pólvora és incert, hi ha consens entre el principals experts en considerar que va ser inventada a la Xina a mitjans del segle ix. L'ús militar de la pólvora és descrit en un llibre publicat el 1044. La pólvora es va estendre vers l'Orient Mitjà i més tard cap a Europa. Aquest material és sensible a l'aigua, i genera gran quantitat de fum. El primer accident relacionat amb explosius té a veure amb la fabricació de pólvora xinesa, l'explosió de Wanggongchang.
El primer explosiu de major potència que la pólvora negra fou la nitroglicerina, desenvolupada l'any 1847 pel químic italià Ascanio Sobrero. Donada la inestabilitat d'aquesta fou substituïda per la nitrocel·lulosa (1845 per Schönbein), el Trinitrotoluè o TNT (1863 per Julius Wilbrand), la dinamita i la gelignita (aquests dos últims, inventats per Alfred Nobel el 1867 i 1875 respectivament).
La Segona Guerra Mundial va veure un ampli ús de nous explosius: combinacions amb dinamita, com l'Amatol (ja emprat a la primera guerra), el Baratol; diferents combinacions amb Ciclotrimetilentrinitramina (RDX), com la combinació B (terrestre) o l'H6 (naval); o combinacions d'octògen (HMX o ciclotetrametilentetranitramina) i de Pentaeritritol tetranitrat (PETN) tot culminant amb l'aparició dos Explosius Nuclears. Al seu torn, els explosius no nuclears, han estat substituïts pels explosius moderns tals com el trinitrotoluè o el C-4.
La dinamita ha estat pràcticament subsistida per l'ANFO (sigles en anglès de: Ammonium Nitrate - Fuel Oil), una mescla de Nitrat d'amoni i combustibles derivats del petroli (des de gasoils a oli de motor) el cost del qual és més barat i és aproximadament un 25% més potent que el TNT.
Els explosius nuclears han evolucionat també. Són més compactes que els apareguts arran de la segona guerra mundial. Avui encaixen en projectils d'artilleria i míssils llançats des de vehicles terrestres. Els dissenyadors d'armes també han creat bombes "netes" que generen poca pluja radioactiva i les bombes "brutes" que generen conseqüències més radioactives que les versions anteriors. Les bombes de "neutrons" s'han dissenyat per matar els éssers vius amb radiació de neutrons, però causen poc dany als edificis en comparació amb altres explosius nuclears.

## Usos
Els explosius són emprats en dos àmbits ben diferenciats: el civil i el militar. Ja des dels seus inicis queda palesa aquesta dualitat en els primerencs usos com a focs d'artifici o arma militar. En l'àmbit civil els explosius són emprats en multituds d'activitats. El seu ús en l'extracció minera de materials (metalls, roques, carbó) i la seva aplicació en la construcció de carreteres, pous, preses, túnels, ferrocarrils, etc. mostren l'alt grau d'influència que té l'ús d'explosius en el desenvolupament humà. En aquest àmbit, els més utilitzats sòn els gelatinosos (Goma 2), pulverulents (amonal, ligamita), els ANFO (en anglès: Ammonium Nitrate-Fuel Oil, com la nagolita) o els hidrogels (Riogel 2).

## Classificació dels explosius
La classificació de les substàncies explosives pot efectuar-se de múltiples maneres, però, hi ha tres formes principals, àmpliament acceptades. Són substàncies explosives segons: 
1. La naturalesa de l'explosiu
2. La sensibilitat de l'explosiu
3. L'ús de l'explosiu

També, però, és freqüent trobar tipologies basant-se en grup químic funcional, amb noms comercials quan es tracta de mescles de substàncies explosives.

### Substàncies explosives segons la seva naturalesa
Cal considerar dos tipus d'explosius:
- Els deflagrants
- Els detonants

Els deflagrants són els explosius en els quals la reacció s'inicia per mecanismes químics tradicionals, és a dir, per una activació termocinètica. La velocitat d'aquests no supera la velocitat del so (mesurada dins el medi explosiu, que sent sòlid o líquid, és molt superior a la de l'aire). La barrera del so tempera l'energia cedida per aquest, de manera que no són molt potents.
El seu interès és escàs. Fonamentalment en pirotècnia i en el tipus d'aplicacions en les que calguin una baixa energia explosiva. En aquesta línia, els "propulsants" són considerats com un subgrup dels explosius deflagrants. Per exemple:
- Pólvora negra
- Nitrat de potassi (KNO₃)

La reacció en el grup del detonants es nodreix a partir d'una ona de xoc, supersònica (en el medi que recorre), que inicia l'explosiu a mesura que aquesta transcorre. Donada l'alta velocitat de la reacció són explosius molt potents. Dins d'aquesta classe es poden incloure totes les substàncies explosives esmentades a continuació.

### Substàncies explosives segons la seva sensibilitat
- Primaris. Són aquelles substàncies que requereixen quantitats ínfimes d'energia per a activar-se. Són de gran perillositat i s'utilitzen flegmatitzades (insensibilitzades). La seva potència és modesta en comparació amb la dels altres grups.

- Triiodur d'amoni
- Fulminat de mercuri
- Fulminat d'argent
- Azida de plom
- Nitrur de plom
- Azida d'argent
- Estifnat de plom o trinitroresorcinat de plom.
- Hexanitrat de manitol

- Secundaris. Responen al grup més nombrós, amb energies d'activació intermèdies encara que no estrictament homogènies. Les potències són molt altes, trobant-se en l'ordre ja dels GW.

- Nitroglicerina: Molt sensible. Generalment se li aplica un desensibilitzador.
- Trilita o TNT
- Hexògen, RDX Ciclonita (trinitrofenilmetilnitramina)
- Pentrita, PT, PETN Tetranitrato d'pentaeritrita
- Àcid pícric o TNP (Trinitrofenol)
- Picrat d'amoni
- Tetranitrometà
- Octògen o HMX (Ciclotetrametilentetranitramina)
- Nitrocel·lulosa
- Cloratita

- Terciaris. Família constituïda gairebé de manera exclusiva per NAFOS (nitrat d'amoni/fueloil), coneguda per la seva enorme insensibilitat.

- ANFO o NAFO en castellà.

### Substàncies explosives segons el seu ús
- Iniciador. És aquell que té per missió iniciar l'explosiu. Solen ser explosius d'alta sensibilitat (primaris) en combinació i d'acord amb l'impuls requerit: impacte, elèctric o tèrmic. Solen ser anomenats detonadors perquè estar encartutxats comercialment.

- Càrrega. És la massa base que explotarà i és objecte del disseny de la voladura. L'iniciador és el responsable d'iniciar la càrrega. Algunes substàncies poden no requerir iniciador; la pólvora, la nitroglicerina o la pentrita s'inflamen amb relativa facilitat sota la flama.

- Multiplicador. En certes ocasions la càrrega no arriba a detonar-se amb l'iniciador, per la qual cosa cal un explosiu intermedi que sigui sensible a l'iniciador i alhora inici la càrrega. Molt sovint els nafos ho necessiten.

### Per la composició química

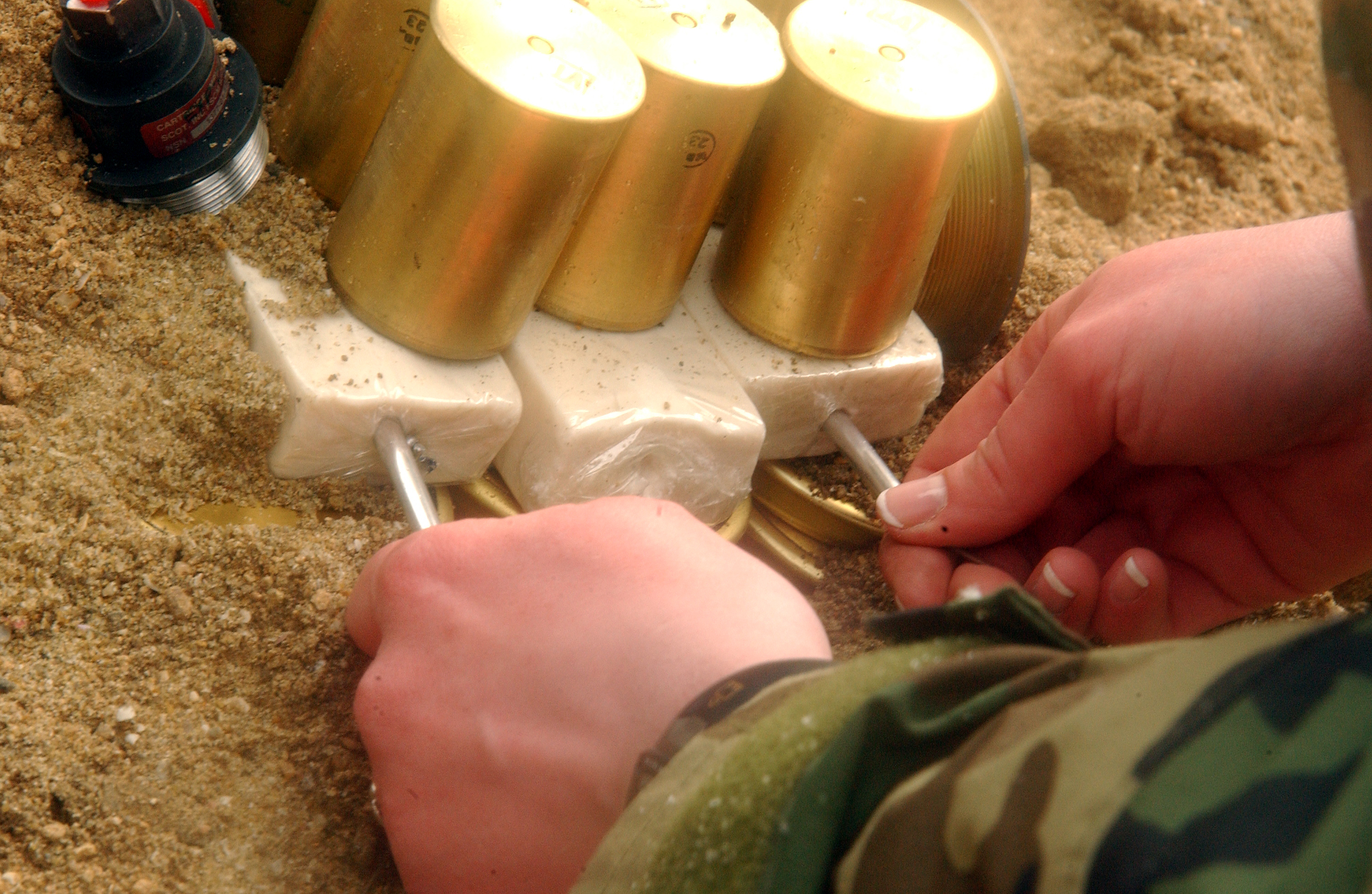
Preparació d'explosiu C-4

Hi ha molts tipus d'explosius segons la seva composició química. Es divideixen bàsicament en explosius d'alt ordre i explosius de baix ordre:
- Explosius d'alt ordre

- Trinitrotoluè o TNT
- RDX o Ciclonita (trinitrofenilmetilnitramina)
- PENT o Tetranitrat de pentaeritrita
- Nitrat d'amoni
- ANFO
- Amonal
- C-4

- Explosius de baix ordre

- Pólvora negra
- Nitrocel·lulosa
- Cloratita

## Propietats
Per determinar l'aptitud d'un explosiu per una determinada aplicació, primer cal conèixer-ne les propietats físiques. La utilitat d'un explosiu només es pot definir amb precisió si se'n coneixen perfectament les propietats i els factors que els afecten. A continuació se'n descriuen algunes de les característiques més importants:

### Disponibilitat i cost
La disponibilitat i el cost dels explosius depenen de la disponibilitat de matèries primeres i el cost, complexitat i seguretat del procés de fabricació.

### Sensibilitat
La sensibilitat és el grau de facilitat amb la qual s'encén o detona un explosiu; per exemple, la quantitat i intensitat del xoc, la fricció i calor que es necessiten. Quan es fa servir el terme «sensibilitat», cal especificar de quin tipus de sensibilitat es tracta. La sensibilitat relativa d'un determinat explosiu a impactes pot ser molt diferent de la seva sensibilitat a la fricció o la calor. Alguns dels mètodes que es fan servir per determinar la sensibilitat estudien:
- Impacte: la sensibilitat s'expressa en termes de la distància que cal deixar caure un pes estàndard sobre el material per tal que exploti.
- Fricció: la sensibilitat s'expressa en termes del que passa quan un pèndol llastat rasca el material (que es pot trencar, deixar anar espurnes, encendre's o explotar).
- Calor: la sensibilitat s'expressa en termes de la temperatura a la qual el material s'encén o explota.

La sensibilitat és un factor important a l'hora d'escollir un explosiu per una aplicació en particular. L'explosiu d'un projectil penetrador de cuirassa ha de ser relativament insensible, ja que, si no, es detonaria abans d'arribar al punt desitjat. Les lents explosives que hi ha al voltant de les càrregues nuclears han de ser molt insensibles per minimitzar el risc de detonació accidental.

### Sensibilitat a iniciació
La sensibilitat a iniciació és la capacitat d'un explosiu d'iniciar una detonació de manera sostinguda. Es defineix en termes de la potència del detonador que engegarà una detonació sostinguda i contínua en l'explosiu amb tota certesa. Es fa servir l'escala Sellier-Bellot, que consisteix en una sèrie de 10 detonadors, des del núm. 1 fins al núm. 10, cadascun dels quals correspon a una càrrega creixent. En pràctica, la majoria d'explosius que es venen avui en dia responen a un detonador del 8, la càrrega del qual correspon a 2 grams de fulminat de mercuri.

### Velocitat de detonació
La velocitat a la qual el procés de reacció es propaga a través de la massa de l'explosiu. La majoria d'explosius per mineria tenen una velocitat de detonació que va de 1.800 m/s a 8.000 m/s. Avui en dia, es pot mesurar amb precisió la velocitat de detonació. Juntament amb la densitat, és un factor clau pel que fa a l'energia transmesa en la sobrepressió atmosfèrica i l'acceleració de terra.

### Estabilitat
L'estabilitat és la capacitat d'un explosiu de ser emmagatzemat sense deteriorar-se.
Els següents factors afecten l'estabilitat dels explosius:
- Constitució química. En el seu sentit més tècnic, la paraula «estabilitat» és un terme termodinàmic que es refereix a l'energia d'una substància en relació amb un estat de referència o alguna altra substància. Tanmateix, en referència a explosius, l'estabilitat sol descriure la facilitat de detonació, que té a veure amb la cinètica, és a dir, el ritme de descomposició. Així doncs, el millor és fer la diferència entre estabilitat termodinàmica i estabilitat cinètica referint-se als objectes que tinguin aquesta última com a «inerts». D'altra banda, les substàncies cinèticament inestables són descrites com a «làbils». Es reconeix que certs grups, com ara els nitros (–NO₂), els nitrats (–ONO₂) i les azides (–N₃), són intrínsecament làbils. Cinèticament, la barrera d'activació de la reacció de descomposició és baixa. En conseqüència, aquests compostos són altament sensibles al foc i als xocs mecànics. Els enllaços químics d'aquests compostos són majoritàriament covalents, de manera que no estan estabilitzats termodinàmicament per una alta energia iònica-reticular. A més, solen tenir una entalpia de formació positiva i hi ha pocs obstacles mecànics que impedeixin una reconfiguració molecular interna cap als seus productes de descomposició més termodinàmicament estables (és a dir, amb enllaços més forts). Per exemple, en l'azida de plom (Pb(N₃)₂), els àtoms de nitrogen ja estan enllaçats els uns amb els altres, cosa que fa que la descomposició de la molècula en Pb i N₂ sigui relativament fàcil.
- Temperatura d'emmagatzemament. El ritme de descomposició dels explosius augmenta a temperatures més elevades. Tots els explosius militars estàndard tenen un alt grau d'estabilitat a temperatures d'entre –10 i +35 °C, però cadascun d'ells té una temperatura elevada a partir de la qual el ritme de descomposició s'accelera ràpidament i perd estabilitat. En general, la majoria d'explosius esdevenen perillosament inestables a temperatures per sobre de 70 °C.
- Exposició a la llum solar. Molts compostos explosius que contenen grups de nitrogen es descomponen ràpidament quan se'ls exposa als rajos ultraviolats de la llum solar, cosa que n'afecta l'estabilitat.
- Descàrregues elèctriques. La sensibilitat a l'electricitat estàtica o les espurnes és habitual en determinats explosius. En alguns casos, les descàrregues estàtiques o d'altres tipus d'electricitat poden iniciar una reacció o fins i tot una detonació. Per tant, els operadors d'explosius i focs artificials sovint han de tenir una presa de terra per tal de tractar aquests productes.

### Potència, rendiment i potencial
Quan se'ls fa servir per descriure un explosiu, els termes «potència» i «rendiment» es refereixen a la seva capacitat de dur a terme un treball. A la pràctica, la potència d'un explosiu és la seva capacitat de fer el que se'n requereix en termes de forniment d'energia (per exemple, projecció de fragments, raig d'aire, corrent en jet a alta velocitat, xoc subaquàtic i energia de bombolles, etc.). La potència o rendiment es mesura mitjançant una sèrie de proves dirigides per avaluar l'aptitud del material per l'aplicació desitjada. Les proves d'expansió de cilindre i de raig d'aire formen part de la majoria de programes de prova, mentre que les altres proves descrites més avall es fan servir per aplicacions específiques.
- Prova d'expansió de cilindre. Es posa una quantitat estàndard d'explosiu en un cilindre llarg i buit, que normalment està fet de coure, i se la fa explotar en un extrem. Es recullen dades sobre la velocitat d'expansió radial del cilindre i la velocitat màxima de la paret del cilindre. Això també determina l'energia de Gurney, o 2E.
- Prova de fragmentació de cilindre. Es carrega explosiu en un cilindre estàndard d'acer i se'l fa explotar en un sorral ple de serradures. Es recullen els fragments resultants i se n'analitza la distribució de mides.
- Prova de pressió de detonació (condició de Chapman-Jouguet). Les dades sobre la pressió de detonació derivades de mesuraments de les ones de xoc que es propaguen dins l'aigua després de la detonació de càrregues cilíndriques d'explosius d'una mida estàndard.
- Prova de determinació del diàmetre crític. Aquesta prova determina la mida mínima que ha de tenir una càrrega d'un cert explosiu per sostenir la seva pròpia ona de detonació. Es tracta de detonar una sèrie de càrregues de diàmetres diferents fins que es comença a observar dificultat en la propagació de l'ona de detonació.
- Prova de la velocitat de detonació de diàmetre infinit. La velocitat de detonació depèn de la densitat de càrrega, el diàmetre de la càrrega i la mida granular. La teoria hidrodinàmica de la detonació que es fa servir per predir fenòmens explosius no inclou el diàmetre de la càrrega i, per tant, la velocitat de detonació, d'una càrrega imaginària de diàmetre infinit. Aquesta prova consisteix a detonar una sèrie de càrregues de la mateixa densitat i estructura física, però diàmetres diferents, i extrapolar les velocitats de detonació resultants per predir la velocitat de detonació d'una càrrega de diàmetre infinit.
- Prova de la pressió contra la distància escalada. Es detona una càrrega d'una mida determinada i se'n mesuren els efectes de pressió a una distància estàndard. Se'n comparen els resultats amb els de la TNT.
- Prova de l'impuls contra la distància escalada. Es detona una càrrega d'una mida determinada i se'n mesura l'impuls (l'àrea sota la corba de pressió-temps) com a funció de la distància. Els resultats són tabulats i expressats com a equivalents de TNT.
- Prova d'energia de bombolla relativa (EBR). Es detona una càrrega d'entre 5 i 50 kg dins l'aigua i es fan servir indicadors piezoelèctrics per mesurar la pressió màxima, la constant de temps, l'impuls i l'energia.

L'EBR es pot definir com a Kx 3
EBR = Ks
on K = el període d'expansió en bombolla d'una càrrega experimental (x) o estàndard (s).

## Explosius nuclears
Són d'una potència extraordinària i estan prohibits per a un ús comercial. Només l'utilitzen els exèrcits de països desenvolupats tecnològicament. El funcionament bàsic d'aquestes bombes consisteix en la fissió nuclear o en la fusió nuclear. Segons el tipus de reacció es classifiquen en dos tipus: 
- Les que funcionen amb urani enriquit, són les bombes atòmiques de fissió nuclear, les que amb l'ajuda d'un detonador o iniciador divideixen els seus àtoms i molècules, generant un calor i una energia immenses.
- Les bombes d'hidrogen (conegudes com a bombes termonuclears), que consisteix en la fusió nuclear dels àtoms d'aquesta substància. Aquesta mena de bomba genera molta més radiació que l'anterior, i encara no s'ha usat en un conflicte armat, a diferència de la bomba d'urani, llançada a Hiroshima i Nagasaki a la fase final de Segona Guerra Mundial a l'agost de 1945.

## Agrupament d'explosius per compatibilitat

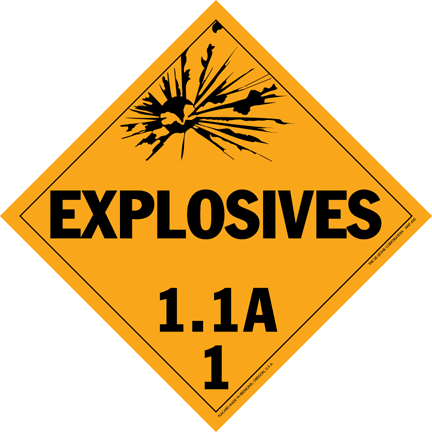
Senyalèctica de "Precaució, explosius"

Aquests senyals s'usen en transport, embarcament i en dipòsits. Inclou UN & US DOT, i classes de material perillós amb senyalèctica compatible. La Viquipèdia proporciona aquesta informació, però mai no ha de ser una font primària per manipular explosius.
- 1.1 Perill d'explosió
- 1.2 Explosió No Massiva, produeix fragments
- 1.3 Foc a Massa, menor risc de fragmentació
- 1.4 Foc Moderat, no hi ha risc d'expansió ni fragmentació: la pirotècnia i els dispositius per a la fragmentació de roca controlada són 1.4G or 1.4S
- 1.5 Substàncies explosives, molt insensible (amb risc d'explosió en massa)
- 1.6 Article Explosiu, extremadament insensible

Tipus de material perillós amb senyalèctica compatible:
- A. Substància explosiva Primària (1.1A, 1.2A)

- B. Un article amb un explosiu primari, sense dos o més dispositius efectius de protecció. Alguns articles, Assemblatge de detonadors per voladures i primers, tipus-càpsula, s'inclouen. (1.1B, 1.2B, 1.4B)

- C. Substàncies explosives propel·lent o altres substàncies explosives deflagrants o Arts. amb aquestes substàncies explosives (1.1C, 1.2C, 1.3C, 1.4C)

- D. Substàncies explosives secundàries detonants o pólvora negra o article amb una substància explosiva secundària detonant, en cada cas sense mitjans d'iniciació ni càrrega propel·lent, o un article amb una substància explosiva primària amb dos o més dispositius efectius protectors. (1.1D, 1.2D, 1.4D, 1.5D)

- E. Article amb una substància explosiva secundària detonant sense mitjans d'iniciació, amb càrrega propel (amb més d'un líquid inflamable, gel o líquid hipergòlic) (1.1E, 1.2E, 1.4E)

- F. Article amb una substància explosiva secundària detonant amb els seus mitjans d'iniciació, amb una càrrega propel·lent (amb més d'un líquid inflamable, gel o líquid hipergòlic) o sense una càrrega propel·lent (1.1F, 1.2F, 1.3F, 1.4F)

- G. Substància pirotècnica o article amb substància pirotècnica, o article amb una substància explosiva i una substància d'il·luminació, incendiàries, lacrimogen o fumígens (amb un article activat per aigua o contenint fòsfor blanc, fosfat o líquid inflamable o gel o líquid hipergòlic) (1.1 G, 1.2G, 1.3G, 1.4G)

- H. Articles amb una substància explosiva i fòsfor blanc (1.3H, 1.8H)
- H a. Articles amb només un dels dos explosius sense fòsfor blanc (1.3H, 1.8H)

- J. Articles amb ambdues substàncies explosives i líquid inflamable o gel (1.1J, 1.2J, 1.3J)

- K. Articles amb ambdues substàncies explosives i un agent químic tòxic (1.2K, 1.3K)

- L. Substància explosiva o Art amb una substància explosiva amb risc especial (per exemple, activable amb aigua o presència de líquids hipergòlics, fosfats o substàncies pirògens) necessitant aïllament en cada tipus (1.1L, 1.2L, 1.3L)

- N. Articles amb només substàncies detonants extremadament insensibles (1.6N)

- S. Substància o article empaquetat o dissenyat que qualsevol efecte amb risc per un maneig accidental es limita al mateix paquet i no s'estén significativament a l'entorn; no els afecta el foc proper, o una altra emergència en la proximitat immediata del paquet (1.4S)